# 三橋英記
三橋 英記（みつはし ひでき、1968年3月28日）は日本の企業経営者、ファンケル代表取締役社長。

## 経歴[1]
- 1991年3月 早稲田大学教育学部卒業
- 1991年4月 キリンビール株式会社入社
- 2004年4月 キリンビール株式会社 首都圏地区本部営業企画部 担当部長
- 2009年9月 キリンホールディングス株式会社 経営企画部
- 2011年7月 キリンホールディングス株式会社 人事総務部秘書室
- 2015年3月 台湾麒麟啤酒股份有限公司 董事長 兼 総経理
- 2017年1月 ミャンマー・ブルワリー社 副社長
- 2018年3月 ミャンマー・ブルワリー社 取締役社長
- 2023年1月 協和発酵バイオ株式会社 副社長執行役員
- 2024年3月 キリンホールディングス株式会社 常務執行役員、ライオン社 取締役
- 2024年5月 サンミゲルビール社 取締役
- 2024年12月 ファンケル代表取締役社長